# Cassam Uteem

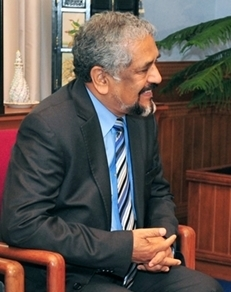
Cassam Uteem (2011)

Cassam Uteem (* 22. März 1941 in Port Louis, Mauritius) ist ein mauritischer Politiker. Er war vom 30. Juni 1992 bis 15. Februar 2002 Präsident von Mauritius.

## Ausbildung
Cassam Uteem besuchte das Royal College Port Louis in Cassis und studierte an der Universität Paris VII, wo er einen Bachelor in Kunst und einen Master in Psychologie erwarb. Außerdem besitzt er ein französisches Staatsdiplom (Diplôme d'État Français) als Sozialassistent.

## Politische Karriere
Uteem trat früh in die linke Partei Militant Movement of Mauritius (MMM) ein. 1969 wurde Cassam Uteem in den Stadtrat von Port Louis und 1986 zum Bürgermeister gewählt. 1976 wurde er in die Nationalversammlung vom Mauritius gewählt und bei den Wahlen 1982, 1983, 1987 und 1991 wiedergewählt. Von 1982 bis 1983 war er Minister für Beschäftigung, soziale Sicherheit und nationale Solidarität. Von 1990 bis 1991 war er Vize-Ministerpräsident und Minister für Industrie und Industrietechnologie. 1992 wurde er zum Präsidenten gewählt und 1997 wiedergewählt. 2002 trat er vom Präsidentenamt zurück.

## Auszeichnungen
- Orden des Sterns und Schlüssels des Indischen Ozeans[2]
- Ehrendoktorwürden der Universitäten Mauritius, Buckingham, Aix-en-Provence, der University of Tananarive und der Jamia Milla Islamia[2]